# Гі Уге
Гі Уге (фр. Guy Huguet, 3 серпня 1923, Ганна — 17 червня 1991) — французький футболіст, що грав на позиції захисника. Виступав, зокрема, за клуби «Сент-Етьєн» та «Ніцца», у складі якого став володарем Кубка Франції, а також національну збірну Франції.

## Клубна кар'єра
У дорослому футболі Гі Уге дебютував 1943 року виступами за команду «Клермон», в якій грав до 1945 року. З 1945 до 1952 року Уге грав у складі клубу «Сент-Етьєн», де став футболістом основного складу, та зіграв у складі команди 214 матчів чемпіонату країни.
У 1952 році футболіст перейшов до складу клубу «Ніцца», за який грав до 1955 року, після чого завершив виступи на футбольних полях. У складі клубу в сезоні 1953—1954 років став володарем Кубка Франції.
Помер Гі Уге 17 червня 1991 року на 68-му році життя.

## Виступи за збірну
У 1948 році Гі Уге дебютував у складі національної збірної Франції. У складі збірної грав до 1952 році, загалом провів у її складі 12 матчів, у яких забитими м'ячами не відзначився.

## Титули і досягнення
- Володар Кубка Франції (1):

«Ніцца»: 1953–1954